# Сигулда (станция)
Си́гулда (латыш. Sigulda) — железнодорожная станция на линии Рига — Лугажи, ранее являвшейся частью Псково-Рижской железной дороги.
Находится на территории города Сигулда (Сигулдский край). 

## История

Железнодорожный вокзал Сигулда. Архитектор Пётр Феддерс, 1925 год

Станция была открыта в 1889 году, первоначально под названием Зегеволд. 
В 1919 году получила своё нынешнее название. 
В 1925 году по проекту архитектора Петра Феддерса было построено вокзальное здание, которое было разрушено в годы Второй мировой войны.. 
Пассажирское здание, которое мы можем видеть в Сигулде в наши дни, построено в 1951 году.